# Tomislav Marković (publicista)
Tomislav Marković (Belosavci kod Mladenovca, 1976) srpski je publicista, novinar i pesnik.

## Biografija
Bio je jedan od urednika kulturno–propagandnog kompleta Beton (2006-2013). Sarađivao je sa mesečnikom Rez i onlajn magazinom Plastelin. Bio je zamenik glavnog urednika e-novina (2008-2016). Član je redakcije XXZ magazina. Piše kolumne za nekoliko regionalnih portala: Al Jazeera Balkans (od 2016), Antena M, Pobjeda, Analiziraj.ba, Tacno.net.
Sam navodi da je napisao nekoliko hiljada strana na teme: raspada SFRJ, velikosrpskog nacionalizma, ratnih zločina, negiranju, ulozi intelektualaca i crkve u nacionalističkoj kontrarevoluciji, istorijskom revizionizmu i na desetine srodnih tema.
Prevodi njegovih tekstova objavljeni su na više jezika, uključujući: albanski, slovenački, engleski i mađarski.
Živi i radi u Beogradu.

## Stavovi
On kritikuje politiku Rusije pod vlašću Vladimira Putina. U tekstu Srbija, ruska rupa na evropskom tepihu negativno se izrazio o ruskom uticaj u Republici Srbiji.
Marković smatra da srpski nacionalisti nisu odustali od ideje Velike Srbije i da strpljivo čekaju pogodan trenutak. Smatra da je Srbija izvšrila agresiju na Bosnu i Hercegovinu devedesetih godina XX veka i da je Republika Srpska nastala na zločinima i genocidu.
Kritički negativno piše o radu Srpske pravoslavne crkve i pojedinim izjavama patrijarha Irineja i patrijarha Porfirija.

## Dela
- Grafite na ulicu!, aforizmi, 1995.[2]
- Sneg na ispitu zrelosti, zbirka poezije, 1999.[2]
- Rvanje s anđelom, zbirka poezije, 2003.[2]
- Na mestu zločina, knjiga aforizama, 2005.[2]
- Vreme smrti i razonode, 2009.[4]
- Čovek zeva posle rata, 2014.[4]
- Velika Srbija za male ljude, satira, 2018.[14]

## Spoljašnje veze
- Desničarski manevar: Preko studenata do ‘velike Srbije’ (Al Jazeera, februar 2025)
- Srbija – sigurna kuća za ratne zločince (Al Jazeera, avgust 2024)
- Vlast i Služba, najveća prijetnja po sigurnost građana Srbije (Al Jazeera, februar 2024)
- U kontru sa Draganom Markovinom - Tomislav Marković (Oslobođenje, Peščanik, 2023)
- Srpske desničarske krpe i evropske neofašističke zakrpe (Al Jazeera, jul 2023)
- Tomislav Marković | Drugačija radio veza (Radio Antena M, maj 2023)
- Velikosrpski vitezovi: Malo rušimo džamije, malo branimo svetinje (Al Jazeera, mart 2020) (језик: српски)